# Grégoire Hudry-Menos
Pour les articles homonymes, voir Hudry.
Grégoire Hudry-Menos, né le 25 septembre 1823 à Villard-sur-Boëge et mort en 1873, est un publiciste savoyard.	

## Biographie

### Famille
Grégoire Hudry-Menos naît le 25 septembre 1823 à Villard-sur-Boëge, dans le duché de Savoie. Il est le fils de cultivateurs aisés.

### Carrière professionnelle
Collaborateur du journal Le Patriote savoisien, il fonde en 1852, avec l'aide de réformés de Genève, Le Glaneur Savoyard. En mars 1859, il prend la direction de Le Statut et la Savoie, journal qui s'opposera jusqu'à la fin à l'annexion de la Savoie par la France.
Il est membre de la Société savoisienne d'histoire et d'archéologie.
Sa mort est annoncée le 18 avril 1873 dans Le Nouveau patriote savoisien.

## Ouvrages
- La Savoie depuis l'annexion : forces productives du sol et richesses minérales du sous-sol : les mines des hurtières, 1862
- La maison de Savoie. Ses origines et sa politique